# Stockholm Basketball Club
Stockholm Basketball Club (även kallad Stockholm Basket, STHLM BSKT) var en registrerad idrottsförening med tävlingsverksamhet 3x3 för både dam och herr, spontanbasket (sk. drop-in), samt Minibasket. Stockholm Basketball Club var en del av Svenska Basketbollförbundet.

## Klubbens historia

### 2014-15: 3x3-basketens intåg i Sverige
Under åren 2014 och 2015 gjorde 3x3-basketen sitt intåg i Sverige med FIBA-sanktionerade event och åtaganden från Svenska Basketbollförbundet. Det växande intresset ledde till att fler och fler lag formades, med återkommande möten på tourevent och växande rivaliteter. Lag som Men In Black, 2 WIN, BK Lök/Blouses, Djambar och Tandvård 2 Go etablerade sig på den svenska 3x3-kartan.

#### 2015-2016
2015 grundades idrottsföreningen Stockholm Basketball Club, med målet att etablera en konkurrenskraftig 3x3-verksamhet i Stockholm, staden med de flesta 3x3-lagen och individuellt högst rankade 3x3-spelarna i Sverige. Laget representerar på turneringar runtom i Sverige, vinner direkt klubbens första SM-Guld, spelar i Europa och kvalificerar sig för kvalspel till FIBA 3x3 World Tour.

#### 2016-2017
Klubben växer och skördar fortsatta framgångar i Europa. Vinner sitt andra raka SM-Guld och spelar kval till FIBA 3x3 WT.

#### 2017-2018
Klubben tar sitt tredje raka SM-Guld och representerar i internationellt spel även utanför Europa. Truppen har vuxit och inkluderar spelare från Basketligan.

#### 2018-2019
Klubben lanserar gräsrotsverksamhet riktad mot de allra minsta och fungerar som stöd och rådgivare till svenska basketförbundet som lanserar nya satsningar inom 3x3. Klubben väljer att inte ställa upp med lag i SM då turneringen krockar med landslagsuppdrag både för tränare och spelare, men spelar SBBF's Sverigetour och slutar på fjärde plats.

#### 2019-2020
Under rådande COVID-19-pandemi ansöker föreningen om avregistrering och den organiserade verksamheten upphör.

## Matchtröjor
Stockholm Basketball Club spelade i huvudsak i svart och vitt, ibland med inslag av lila och silver.